# Osos Negros de Toluca
Para el equipo de béisbol de Toluca que participó en 1984, véase Truchas de Toluca.
Los Osos Negros de Toluca fue un equipo que participó en la Liga Mexicana de Béisbol con sede en Toluca, Estado de México, México.

## Historia
Los Osos Negros tuvieron su primera y única aparición en la Liga Mexicana de Béisbol en el año de 1980 cuando llega a la ciudad la franquicia de los Alijadores de Tampico. Su única temporada en el circuito no pudieron terminarla debido a que fue suspendida por la huelga de beisbolistas, los Osos ocupaban el quinto lugar de la División Oeste de la Zona Sur con marca de 39 ganados y 55 perdidos. El siguiente año el equipo desapareció debido a la reducción de 20 a 16 equipos.

## Estadio
Los Osos Negros tuvieron como casa el Estadio de Béisbol Toluca 80 con capacidad para 6,000 espectadores.

## Jugadores

### Roster actual
Por definir.

### Jugadores destacados
- Bart Johnson.

### Números retirados
Ninguno.

### Novatos del año
Ninguno.

### Campeones Individuales

#### Campeones Bateadores
| Año | Nombre  | Porcentaje |
| --- | ------- | ---------- |
| NA  | Ninguno | NA         |

#### Campeones Productores
| Año | Nombre  | Producidas |
| --- | ------- | ---------- |
| NA  | Ninguno | NA         |

#### Campeones Jonroneros
| Año | Nombre  | Jonrones |
| --- | ------- | -------- |
| NA  | Ninguno | NA       |

#### Campeones de Bases Robadas
| Año | Nombre  | Bases |
| --- | ------- | ----- |
| NA  | Ninguno | NA    |

#### Campeones de Juegos Ganados
| Año | Nombre  | Récord |
| --- | ------- | ------ |
| NA  | Ninguno | NA     |

#### Campeones de Efectividad
| Año | Nombre  | Porcentaje |
| --- | ------- | ---------- |
| NA  | Ninguno | NA         |

#### Campeones de Ponches
| Año | Nombre  | Ponches |
| --- | ------- | ------- |
| NA  | Ninguno | NA      |

#### Campeones de Juegos Salvados
| Año | Nombre  | Juegos |
| --- | ------- | ------ |
| NA  | Ninguno | NA     |